# Instituto Federal do Norte de Minas Gerais
O Instituto Federal de Educação, Ciência e Tecnologia do Norte de Minas Gerais (IFNMG) é uma instituição brasileira que oferece educação básica, profissional e superior, de forma "pluricurricular" nas regiões Norte e Nordeste de Minas e Vales do Jequitinhonha e Mucuri.  

## Unidades formadoras

### Centro Federal de Educação Tecnológica de Januária
O Centro Federal de Educação Tecnológica de Januária foi uma instituição de ensino médio, técnico e superior localizada no município de Januária. Atualmente ele é um dos campi do Instituto Federal de Educação, Ciência e Tecnologia do Norte de Minas Gerais.
Em 4 de outubro de 1960, foi criada a Escola Agrícola no município de Januária. Em 13 de fevereiro de 1964, passou a denominar-se Colégio Agrícola de Januária e em 13 de novembro de 2002, foi transformada em Centro Federal de Educação Tecnológica de Januária – CEFET de Januária-MG.

### Escola Agrotécnica Federal de Salinas
A Escola Agrotécnica Federal de Salinas (EAF-SALINAS) foi uma instituição de ensino médio, técnico e superior localizada no município de Salinas-MG. Atualmente ela é um dos campi do Instituto Federal de Educação, Ciência e Tecnologia do Norte de Minas Gerais (IFNMG).
Criado originalmente como Escola de Iniciação Agrícola de Salinas, mediante intervenção do então deputado federal Dr. Clemente Medrado Fernandes, a escola teve a “Pedra Fundamental” lançada no dia 02 de setembro de 1953. Neste mais de meio século de existência a escola recebeu várias denominações e atualmente se transformou no Instituto Federal de Educação, Ciência e Tecnologia do Norte de Minas.
Com base no Decreto Federal nº 22.470, de 20 de janeiro de 1947 e nas disposições do Decreto-Lei nº 9.613, de 20 de agosto de 1946, o então Deputado Federal Dr. Clemente Medrado Fernandes, fez criar a Escola de Iniciação Agrícola de Salinas, contando com a presença de Sua Excelência o Senhor Governador do Estado de Minas Gerais, Doutor Juscelino Kubitschek de Oliveira.
Os terrenos do estabelecimento, situados no lugar denominado “Fazenda Varginha” foram doados ao Governo Federal, pela municipalidade, através da Lei nº 127, de 5 de outubro de 1952, sancionada pelo então Prefeito Municipal o Senhor Miguel de Almeida. Suas primeiras construções, iniciadas à época de sua criação foram feitas sob a direção do seu primeiro Diretor, o Engenheiro Agrônomo Fitossanitarista Doutor Abdênago Lisboa, que deu início ao funcionamento de suas aulas no dia 1º de março de 1956.
A Escola de Iniciação Agrícola, com curso do mesmo nome, formava Operários Agrícolas Especializados, tinha duração de 02 (dois) anos equivalente às duas primeiras séries ginasiais, funcionou no período de março de 1956 a dezembro de 1963. Posteriormente, cumprindo o disposto no Decreto Federal 53.558 de 13 de fevereiro de 1964, passou a denominar-se “Ginásio Agrícola de Salinas”, elevando a duração do curso para quatro anos, equivalente ao curso ginasial completo, acrescido da parte profissionalizante. Foi denominado como Ginasial Agrícola ou Curso de Mestria Agrícola que funcionou de março de 1964 até dezembro de 1977.
Com o advento da Reforma do Ensino, Lei n º 5.692 de 11 de agosto de 1971, o referido curso que era de cunho profissionalizante de 1º ciclo, foi extinto. Em 1964, o então Diretor, Engenheiro Agrônomo Fitossanitarista Abdênago, solicitou ao então Deputado Federal, Senhor Paulo Freire, que tomasse providências junto à Câmara Federal, no sentido de dar o nome do deputado Federal Dr. Clemente Medrado ao estabelecimento.
Mais tarde, o Deputado Francelino Pereira deu prosseguimento ao projeto que foi aprovado, atendendo pedido do então responsável pelo expediente do educandário Senhor Newton Gonçalves das Neves, passando assim a denominar-se “Ginásio Agrícola Clemente Medrado”, através de lei nº 5.574 de 10 de dezembro de 1969, numa justa homenagem ao seu criador.
Dando cumprimento ao expresso no Ofício nº 2.500, de 28 de dezembro de 1977, da Coordenação Nacional do Ensino Agropecuário – COAGRI, foi implantado o ensino de 2º Grau, para formação de Técnicos em Agropecuária, alterando a antiga denominação de Ginásio Agrícola Clemente Medrado, para ESCOLA AGROTÉCNICA FEDERAL DE SALINAS-MG “Clemente Medrado” através do Decreto nº 83.935, de 4 de setembro de 1979, formando sua primeira turma de Técnicos em 1980.
A Escola Agrotécnica Federal de Salinas teve o seu Regulamento Interno aprovado pela Portaria nº 39, de 21 de março de 1978, do Diretor geral da COAGRI.O curso Técnico em Agropecuária foi reconhecido pela Portaria nº 002 de 8 de janeiro de 1981, da Secretaria de Ensino de 1º e 2º Graus – SEPS.
Em 1993, pela Lei nº 8.731, de 16 de novembro, foi transformada em Autarquia vinculada ao Ministério da Educação e do Desporto, nos termos do artigo 20 do anexo I ao Decreto nº 2.147, de 14 de fevereiro de 1997, através da Secretaria de Educação Média e Tecnológica (SEMTEC). Em 19 de dezembro de 1997, a Portaria nº 185 da SEMTEC autorizou a escola a ministrar em caráter experimental, o Curso Técnico Agrícola com habilitações em Agricultura, Zootecnia e Agroindústria. Em 1997 foi implantado o Curso Técnico em Agroindústria.A partir do ano de 1998, em consonância com a Lei nº 9334/96, como preconizado no Decreto nº 2208/97 e na Portaria nº 646/97, a Escola Agrotécnica Federal de Salinas separou as matrículas do Ensino Médio da Educação Profissional de Nível Técnico.
Em 1998, foi implantado o Curso Técnico Agrícola com habilitações em Zootecnia e Agricultura. Em 03 de dezembro de 1999, a Portaria nº 89 da SEMTEC reconheceu o Curso Técnico Agrícola com as habilitações em Zootecnia, Agropecuária e Agricultura e a Portaria nº 94 o Curso Técnico em Agroindústria. No ano de 2001 foi implantado o Curso Técnico em Informática e, em 2003, atendendo a Resolução nº 473, de 26 de novembro de 2002, do Conselho Federal de Engenharia, Arquitetura e Agronomia - CONFEA, foram retificados os títulos profissionais do Curso Técnico Agrícola com habilitação em Zootecnia para Técnico em Agropecuária e de Técnico em Agroindústria para Técnico Agroindustrial.